# Beaumont-sur-Dême
Beaumont-sur-Dême ist eine französische Gemeinde mit 329 Einwohnern (Stand: 1. Januar 2022) im Département Sarthe in der Region Pays de la Loire. Die Gemeinde gehört zum Arrondissement La Flèche und zum Kanton Montval-sur-Loir (bis 2015: Kanton La Chartre-sur-le-Loir). Die Einwohner werden Beaumontais und Beaumontaises genannt.
Bis 1955 hieß die Gemeinde noch Beaumont-la-Chartre.

## Geographie
Beaumont-sur-Dême liegt etwa 44 Kilometer südöstlich von Le Mans. Umgeben wird Beaumont-sur-Dême von den Nachbargemeinden La Chartre-sur-le-Loir im Norden, Villedieu-le-Château im Nordosten, Épeigné-sur-Dême im Süden und Osten, Dissay-sous-Courcillon im Südwesten sowie Marçon im Westen.

## Bevölkerungsentwicklung
| Jahr                      | 1962 | 1968 | 1975 | 1982 | 1990 | 1999 | 2006 | 2013 | 2020 |
| Einwohner                 | 523  | 548  | 379  | 354  | 329  | 337  | 347  | 364  | 328  |
| Quelle: Cassini und INSEE |      |      |      |      |      |      |      |      |      |

## Sehenswürdigkeiten
- Kirche Saint-Pierre-et-Saint-Paul, seit 1950 Monument historique
- Priorei von Vauboin
- Schloss Le Frêne

## Gemeindepartnerschaften
Mit der deutschen Gemeinde Syke in Niedersachsen besteht eine Gemeindepartnerschaft.

## Persönlichkeiten
- Gustave de Beaumont (1802–1866), Politiker